# Tethina carolae
Tethina carolae is een vliegensoort uit de familie van de Canacidae. De wetenschappelijke naam van de soort is voor het eerst geldig gepubliceerd in 2011 door Munari & Stuke.